# Auf Wiedersehen, Pet
Auf Wiedersehen, Pet är en populär brittisk TV-serie (drama-komedi) om sju resande brittiska byggnadsarbetare på äventyr i olika länder. TV- serien skapades av Frank Roddam och skrevs främst av Dick Clement och Ian La Frenais. De två första omgångarna av serien sändes i brittisk TV 1983 och 1986 och visades i svensk TV under namnet Öl, kvinnor och tegel. Serien kom tillbaka 2002 med sex nyinspelade avsnitt, med den svenska titeln Vi ses i Arizona. Den fjärde och sista omgången visades på BBC 2004 och i svensk TV med namnet Vi ses i Havanna.

## I rollerna
- Dennis Patterson - Tim Healy
- Neville Hope - Kevin Whately
- Leonard "Oz" Osbourn - Jimmy Nail
- Barry Taylor - Timothy Spall
- Wayne Winston Norris - Gary Holton
- Albert Moxey - Christopher Fairbanks
- Brian "Bomber" Busbridge - Pat Roach

## Säsong 1
I den första serien från 1983 flyr arbetarna från arbetslösheten i England och tar arbete i Västtyskland. Trots olikheterna mellan personerna utvecklas ett starkt kamratskap och de upplever många komiska episoder.

## Säsong 2
I uppföljaren från 1986 hamnar gruppen i Spanien, där de renoverar en skum affärsmans villa och själva blir misstänkta som brottslingar.

## Säsong 3
Serie 3 från 2002 börjar med att en korrumperad politiker (spelad av Bill Nighy) lejer arbetslaget för att demontera en bro i Middlesbrough. Meningen är att bron skall säljas utomlands, men politikern försöker lura arbetarna på deras andel. Situationen räddas då en indian från Arizona köper bron för att gynna sin stams casino. Seriens signaturmelodi "Why Aye, Man" skrevs och framfördes av Mark Knopfler och Jimmy Nail.

## Säsong 4
I den avslutande serien från 2004 är arbetslaget på Kuba och arbetar för den brittiska ambassadens räkning. Neville blir rekryterad som brittisk spion och Oz blir förälskad i en kubansk balettdansös.